# Markus Ebner (Stylist)
Markus Ebner (* 29. Oktober 1969 in Waldshut-Tiengen) ist ein deutscher Moderedakteur und Stylist. 2003 gründete er „Achtung Mode“, ein unabhängiges deutsches Modemagazin.

## Leben
Markus Ebner machte 1989 am Klettgau-Gymnasium Tiengen sein Abitur. Danach leistete er Wehrdienst als Soldat für die integrierte Verwendung in einer NATO-Einheit in Heidelberg von 1989 bis 1991 als Fahrer eines US-amerikanischen Majors. Von 1991 bis 1992 studierte er Germanistik und Volkswirtschaft an der Universität Heidelberg. Von dort wechselte er ans Fashion Institute of Technology in New York, wo er 1995 einen Bachelor of Science in Communications mit „cum laude“ abschloss. Er war auch Chefredakteur der Studentenzeitung „W27“ tätig und konzipierte Kolumnen und eigens für die Zeitung produzierte Modeshootings, etwa mit dem afroamerikanischen Model Roshumba Williams. In dieser Zelt fiel auch ein sechsmonatiger Aufenthalt in Paris mit einem Praktikum und ersten Veröffentlichungen in der Fachzeitschrift „Women’s Wear Daily“.
Nach dem Studium arbeitete Ebner von 1995 bis 1999 bei KCD, einer auf Mode spezialisierten PR- und Eventfirma in New York, die auch Gianni Versace in Amerika betreute. Nach der Ermordung von Versace im Jahr 1997 stellte dessen Schwester und Firmen-Nachfolgerin Donatella Versace Ebner als ihre rechte Hand ein, um Ausstellungen im Namen ihres verstorbenen Bruders zu organisieren. Ebner war auch bei Donatella Versaces erster Schau im Organisationsteam.
Patrick McCarthy, der Chef von Fairchild Publications, holte Ebner als Modechef zur Modezeitschrift „Details“. Dort blieb er von 1999 bis 2001. Nach den Terroranschlägen am 11. September 2001 kehrte Ebner zurück nach Deutschland. Im Sommer 2002 gründete er das Magazin „Sepp Football Fashion“, im September 2003 „Achtung“. Ebner war von 2007 bis 2009 bei der deutschen „Vanity Fair“ als Stylist beschäftigt, von 2009 bis 2013 Mitarbeiter beim „Zeit-Magazin“ und fungiert seit 2013 als Chef-Stylist beim „F.A.Z.-Magazin“.
Im April 2019 brachte er zum ersten Mal in Zusammenarbeit mit den Journalisten Alfons Kaiser, Silke Wichert und Nicole Urbschat die A50 („Achtung 50“) heraus, eine Liste der 50 wichtigsten Modepersönlichkeiten in Deutschland.